# Berlise
Berlise is een gemeente in het Franse departement Aisne, regio Hauts-de-France  en telt 100 inwoners (1999). De plaats maakte deel uit van het arrondissement Laon, maar werd op 1 januari 2017 overgeheveld naar het arrondissement Vervins.

De kerk in deze plaats, de Église Saint-Martin, is een vestingkerk.

## Geografie
De oppervlakte van Berlise bedraagt 6,8 km², de bevolkingsdichtheid is 14,7 inwoners per km².

## Demografie
Onderstaande figuur toont het verloop van het inwonertal (bron: INSEE-tellingen).
Vanwege een beveiligingsprobleem met de MediaWiki Graph-software is het momenteel niet mogelijk deze grafiek weer te geven. Zodra de software is bijgewerkt zal de grafiek vanzelf weer zichtbaar worden.